# Książ, Tỉnh West Pomeranian
Książ [kɕɔ̃ʂ] (tiếng Đức: Papenhagen)  là một ngôi làng thuộc khu hành chính của Gmina Golczewo, thuộc quận Kamień, West Pomeranian Voivodeship, ở phía tây bắc Ba Lan. Nó nằm khoảng 11 kilômét (7 mi)   phía tây Golczewo, 14 km (9 mi) phía nam Kamień Pomorski và 51 km (32 mi) phía bắc thủ đô khu vực Szczecin.
Trước năm 1945, khu vực này là một phần của Đức. Đối với lịch sử của khu vực, xem Lịch sử của Pomerania.
Làng có dân số 20 người.